# 芸術村
芸術村（げいじゅつむら、英語: Art colony）はアートコロニー、芸術コロニーなどとも呼ばれ、ある特定の場所へ芸術家が集まり、彼らがお互いに連絡し合い、切磋琢磨してそれぞれの分野で活躍できるようになったものである。日本ではそういった意味以外に、比較的に人口が少ない地方でオープンした美術館、文学館などの意味にも使われる。
世界各地には、次のような芸術村がある。

## アジア

### インドネシア
- ウブド - バリ州

### 日本
- 秋吉台国際芸術村 - 山口県美祢市秋芳町
- 石鎚芸術村チロルの森 - 愛媛県西条市
- 小樽芸術村 - 北海道小樽市
- 金沢市民芸術村 - 石川県金沢市
- 清春芸術村 - 山梨県北杜市長坂町
- 光悦村 - 京都府京都市
- 志摩芸術村 (構想中) - 三重県鳥羽市

### 中国
- 宋庄芸術区 (Songzhuang art colony) - 北京市通州区[1][2]

### 台湾
- 台東芸術村 - 台東県台東市

## 南北アメリカ

### アメリカ合衆国
- ウッドストック - ニューヨーク州
- ヤドー - ニューヨーク州サラトガ・スプリングズ
- コスコブ芸術コロニー - コネチカット州グリニッジ
- トゥバク - アリゾナ州
- サウサリート - カリフォルニア州
- ラグナ・ビーチ - カリフォルニア州

## オセアニア

### オーストラリア
- モンサルヴァト (Montsalvat) - ビクトリア州

## ヨーロッパ

### イギリス
- ニューリン

### デンマーク
- スカーゲン (Skagen)

### ドイツ
- ヴィリングスハウゼン - ヘッセン州シュヴァルム＝エーダー郡

### ノルウェー
- オースゴールストラン -

### フランス
- グレ＝シュル＝ロワン
- バルビゾン - イル＝ド＝フランス地域圏セーヌ＝エ＝マルヌ県
- ポン＝タヴァン
- モンパルナス - パリ市
- モンマルトル - パリ市

### ロシア
- アムラムツェヴォ (Abramtsevo) - サーヴァ・マモントフが関係した
- タラシュキノ (Talashkino) - イリヤ・レーピンなどの画家
- ペレデルキノ (Peredelkino) - マクシム・ゴーリキーボリス・パステルナークなど文学者が集まった

## 参照項目
- 芸術家集団 (Artist collective)